# Laghetto di Sant'Agostino
Laghetto di Sant'Agostino este o arie protejată (arie specială de conservare — SAC, sit de importanță comunitară — SCI) din Italia întinsă pe o suprafață de 21 ha, integral pe uscat.

## Localizare
Centrul sitului Laghetto di Sant'Agostino este situat la coordonatele 45°47′06″N 8°16′55″E / 45.785°N 8.282°E.

## Înființare
Situl Laghetto di Sant'Agostino a fost declarat sit de importanță comunitară în septembrie 1995 pentru a proteja 3 specii de animale. Situl a fost protejat și ca arie specială de conservare în mai 2017.

## Biodiversitate
Situată în ecoregiunea continentală, aria protejată conține 4 habitate naturale: Păduri aluvionare cu Alnus glutinosa și Fraxinus excelsior (Alno-Padion, Alnion incanae, Salicion albae), Păduri pe pante, grohotișuri și ravene de Tilio-Acerion, Păduri de Castanea sativa, Pante stâncoase silicioase cu vegetație casmofită.
La baza desemnării sitului se află mai multe specii protejate de  păsări (3): caprimulg (Caprimulgus europaeus), gaia neagră (Milvus migrans), viespar (Pernis apivorus)
Pe lângă speciile protejate, pe teritoriul sitului au mai fost identificate 1 specie de plante, 4 specii de amfibieni, 1 specie de reptile.